# Licania coriacea
Licania coriacea är en tvåhjärtbladig växtart som beskrevs av George Bentham. Licania coriacea ingår i släktet Licania och familjen Chrysobalanaceae. Inga underarter finns listade i Catalogue of Life.